# 唐子浜パーク
唐子浜パーク（からこはまパーク）は、愛媛県今治市にあったリゾート施設。愛媛銀行のグループ会社の愛媛パートナーエージェントが管理・運営していたが、2001年に閉鎖された。

## 概要
愛媛県今治市の唐子浜周辺に立地し、約8万2千平方メートルの敷地に遊園地、ホテル、貸別荘、物産館、オートキャンプ場などが立地していた。
1956年に個人経営の海水浴場としてオープン。1967年に唐子浜観光センターが海浜レジャー施設を開発したが、1975年に石油ショック後の不況などで倒産。その後、地元の強い要望を受け、主要債権者の愛媛相互銀行（現：愛媛銀行）などが唐子浜パークを設立し、1978年に遊園地を改装オープンした。1996年3月に愛媛銀行の関連会社の愛媛パートナーエージェントが唐子浜パークを吸収合併した。
しかし、遊具の老朽化などにより1996年11月末で遊園地が休止。ホテルなどは引き続き営業を継続していたが利用者激減で累積赤字が膨らんでいたのに加え、施設の老朽化もあり2001年9月末に営業停止した。ピーク時に年間約35万人いた入場者数はレジャー多様化などで年々減少し、遊園地を休止した1996年度には8万人を切り、2000年度には約2万人に落ち込んでいた。
その後、営業再開される事はなく、しばらく建物は残されていたが、順次解体されて2005年頃までには建物のほとんどが解体された。2025年5月現在、跡地の一部にはコンビニエンスストア（ローソン今治唐子浜店）が立地している。

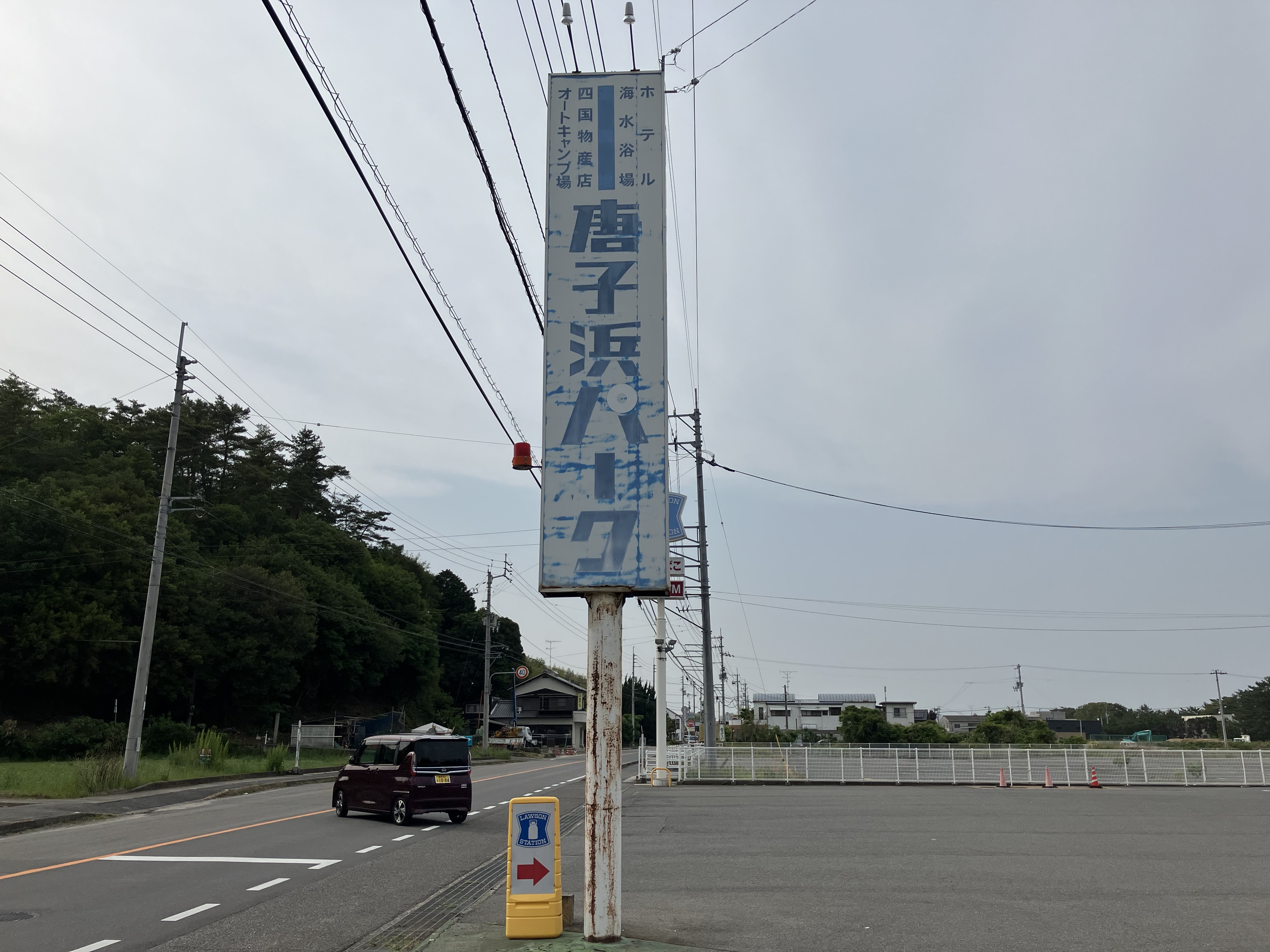
跡地に残る当時の看板（2025年5月）
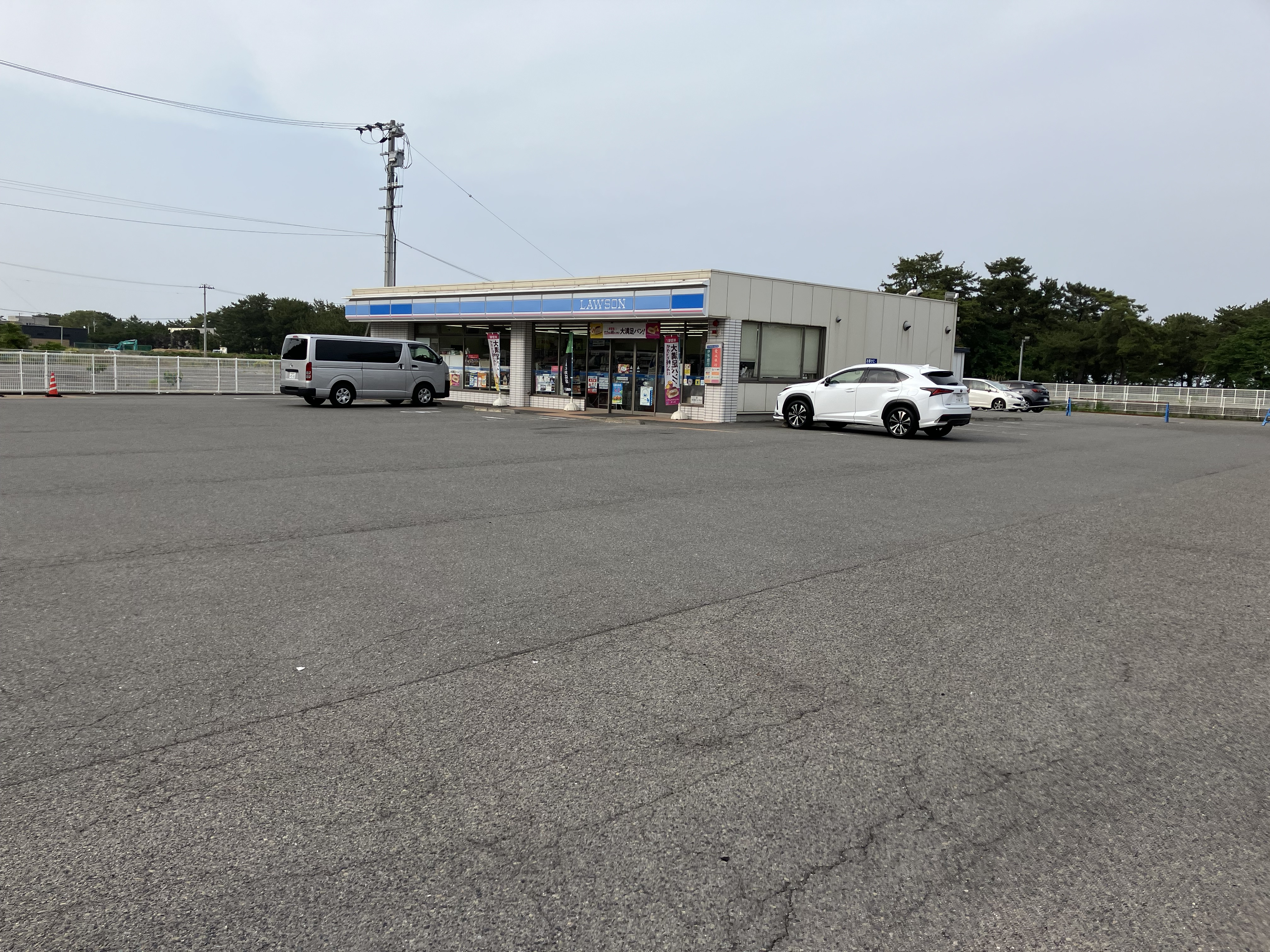
ローソン今治唐子浜店（2025年5月）
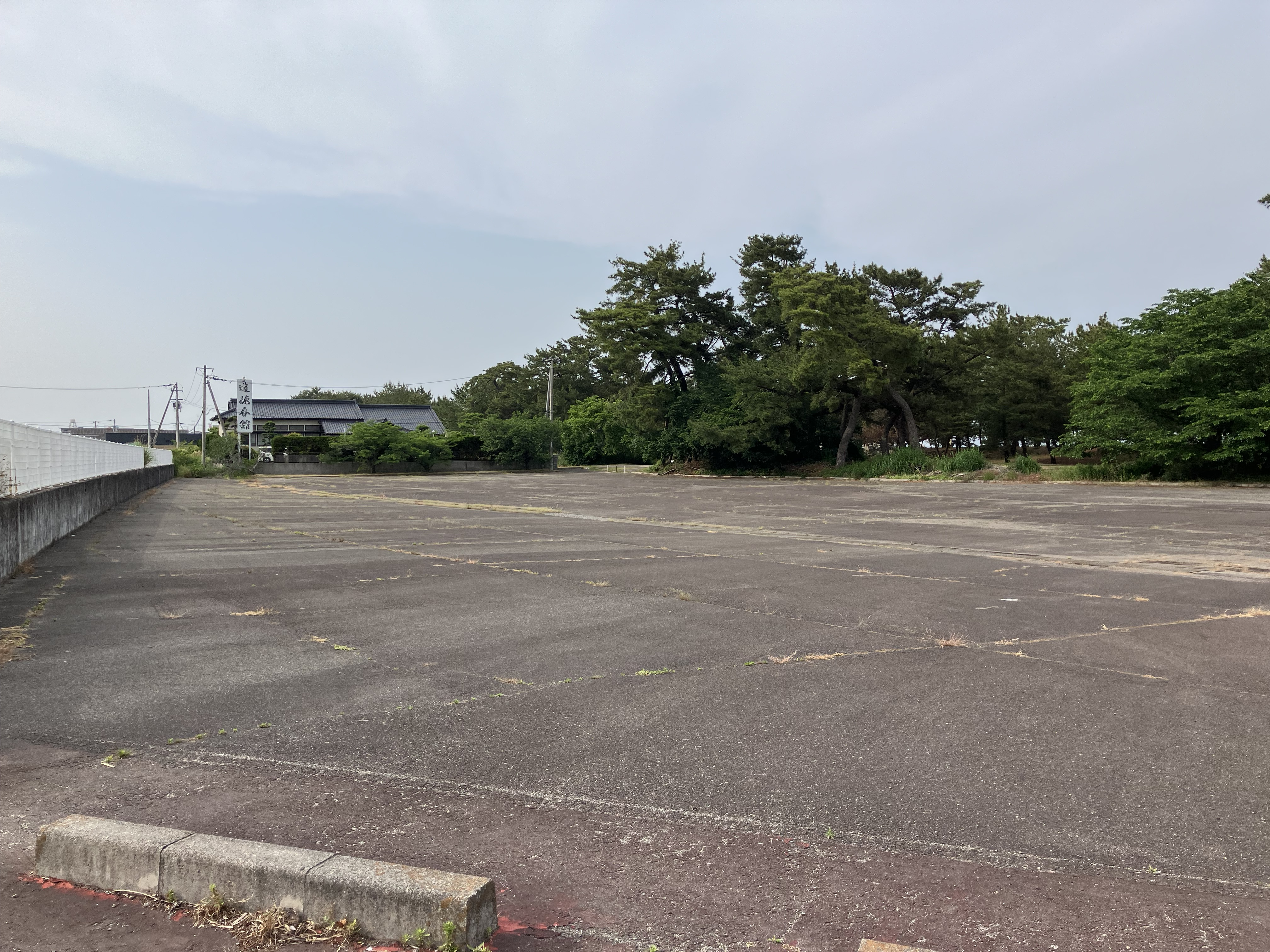
唐子浜パーク跡地の駐車場（2025年5月）
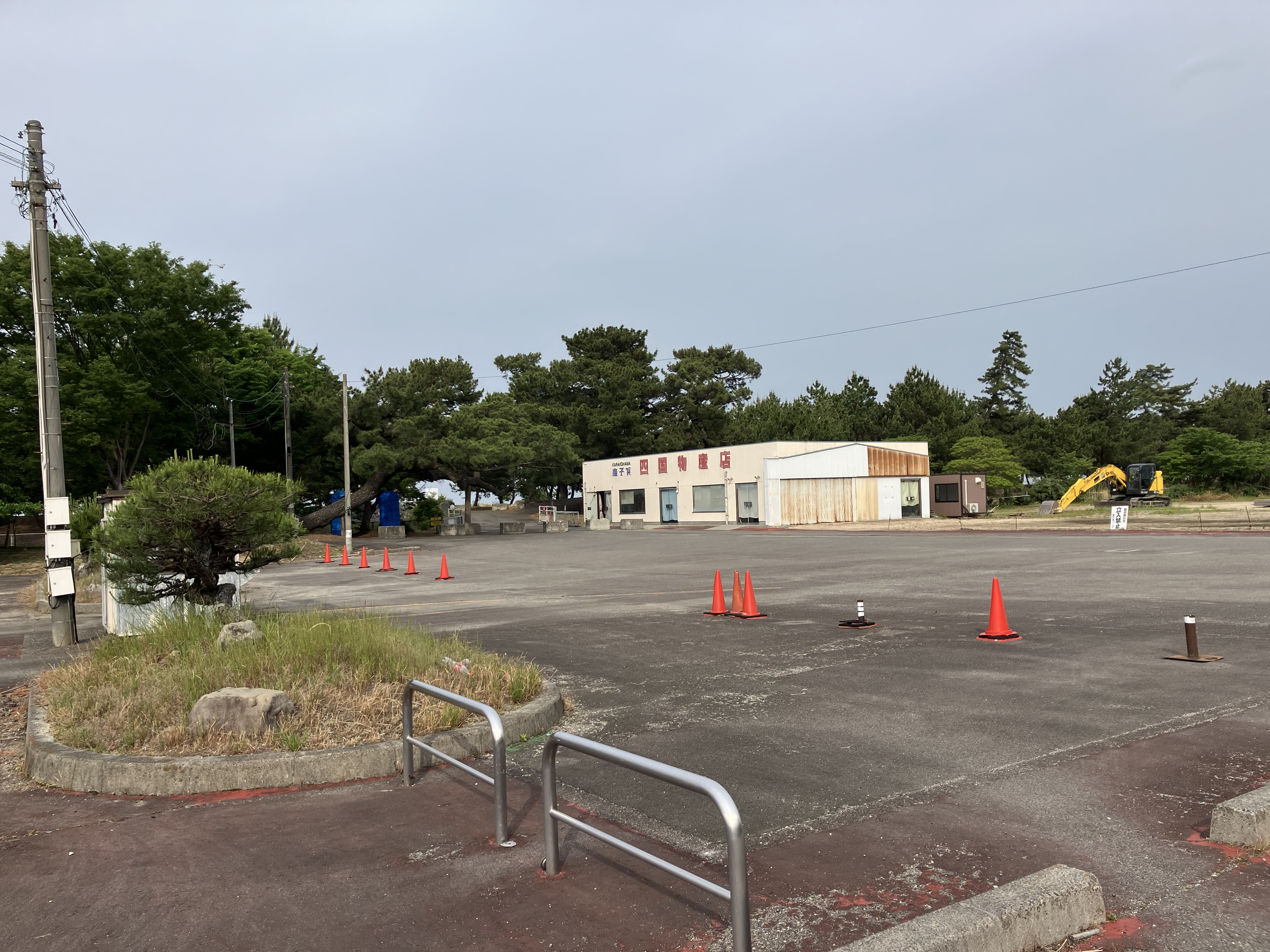
唐子浜パークにあった四国物産店の跡地（2025年5月）

## アクセス
- 瀬戸内運輸「唐子浜」停留所下車してすぐ。

## 周辺
- 唐子浜
- 唐子山